# إندوكساكارب
إندوكساكارب هو مبيد حشري للأوكساديازين طورته شركة دو بونت وهو يعمل ضد يرقات حرشفية الأجنحة. يتم تسويقه تحت أسماء المبيدات الحشرية التقنية إندوكساكارب، مبيد حشري ستيوارد ومبيد حشري أفونت. كما أنه يستخدم كعنصر نشط في خط سينجينتا للمبيدات التجارية: أدفيون وأريلون.
وتتمثل طريقة عملها الرئيسية في حجب قنوات الصوديوم العصبية. إنه محب للدهون إلى حد ما مع Kow من 4.65. يجب استخدام هذا المبيد بحذر لأن بعض الحشرات مثل دودة التبغ الشرقية تصبح مقاومة عند التعرض لها.

## تطور
تم تطوير إندوكساكارب بواسطة فريق ماكان وآخرون في إي دو بونت دي نيمور.

## منتجات منزلية
إندوكساكارب هو العنصر النشط في عدد من المبيدات الحشرية المنزلية، بما في ذلك الصراصير وطعم النمل، ويمكن أن يظل نشطًا بعد الهضم. في عام 2012، تم شراء منتجات دو بونت الاحترافية بما في ذلك خط منتجات أدفيون وأريلون بواسطة سينجينتا. إندوكساكارب هو العنصر النشط في منتج الحيوانات الأليفة الجديد، أكتيفيل من ميرك لصحة الحيوان. يتم تسويقه لقتل البراغيث على الكلاب والقطط.

## السمية على البشر
بينما لم يتم دراسة السمية للإنسان رسميًا، كان هناك تقرير عن شخص يحاول تناول إندوكساكارب في محاولة انتحار. طور المريض ميتهيموغلوبينية الدم بعد الابتلاع. ميتهيموغلوبينية الدم هي حالة تقلل في نهاية المطاف من فعالية خلايا الدم الحمراء في تبادل الأكسجين مع الأعضاء. يمكن أن تكون ميتهيموغلوبينية الدم قاتلة إذا تركت دون علاج، ولكن العلاج المناسب لهذه الحالة يمكن أن يبدأ في عكسها بسرعة.

## قراءات إضافية
- Lapied، Bruno؛ Françoise Grolleau؛ David B Sattelle (يناير 2001). "Indoxacarb, an oxadiazine insecticide, blocks insect neuronal sodium channels". Br J Pharmacol. ج. 132 ع. 2: 587–595. DOI:10.1038/sj.bjp.0703853. PMC:1572588. PMID:11159709.
- Khambay، Bhupinder P.S. (2002). "Pyrethroid Insecticides". Pesticide Outlook. ج. 13 ع. 2: 49–54. DOI:10.1039/b202996k.
- Moncada, Adriana. Environmental Fate of Indoxacarb. Environmental Monitoring Branch, Department of Pesticide Regulation, State of California. March 6, 2003
- Tillman، P Glynn؛ Hammes, Glenn G؛ Sacher, Matthew؛ Connair, Michael؛ Brady, E Angela؛ Wing, Keith D (يناير 2002). "Toxicity of a formulation of the insecticide indoxacarb to the tarnished plant bug, Lygus lineolaris (Hemiptera: Miridae), and the big-eyed bug, Geocoris punctipes (Hemiptera: Lygaeidae)". Pest Manag. Sci. ج. 58 ع. 1: 92–100. DOI:10.1002/ps.426. PMID:11838290. مؤرشف من الأصل في 2008-08-07.

## روابط خارجية
- مبيد حشري دوبونت ستيوارد-أسئلة وأجوبة. تم التحديث في 20 يناير 2007. تم الاسترجاع 2012-11-11